# O Inimigo do Mundo
O Inimigo do Mundo é o primeiro romance do cenário de RPG brasileiro Tormenta escrito por Leonel Caldela e publicado pela editora Jambô em 2004,
O livro conta a história de um grupo de aventureiros perseguindo um assassino albino. Ao que parece ser apenas mais uma caçada trivial, torna-se uma descoberta de um poder muito maior que está prestes a invadir o mundo. Entre tudo isso, um grupo de nove companheiros que descobrirá que essa jornada pode por fim ao mundo em que vivem, através de um plano desconhecido e insano.

## O Esquadrão do Inferno
Nove aventureiros formaram um grupo de heróis conhecido como Esquadrão do Inferno, liderados pelos carismático e teimoso Vallen Allond, é considerado um exemplo típico dos mais grupos de aventureiros que vagam pelas estradas e locais de Arton, à procura de emoção, fama e desafios.
A motivação do Esquadrão do Inferno é cravar seus nomes na história dos heróis do mundo, aceitando, no entanto, somente missões que entendam como moralmente corretas. Nenhum dos integrantes possui motivações como vingança, profecias ou impulsos exteriores.

## Personagens Principais

### Vallen Allond
Filho de uma prostituta[carece de fontes?] e de um pai que nunca conheceu, Vallen nasceu em uma aldeia de Portsmouth, em Arton. Sem a mínima vontade de viver como um aldeão, deixou sua cidade natal e partiu para conhecer o mundo. Em suas jornadas, conheceu os outros membros do Esquadrão.
É descrito como um jovem alto e loiro, com um rosto duro e riso fácil, sendo o típico frequentador de tavernas, que bebe enquanto conta bravatas sobre sua última aventura,e procura uma próxima missão desafiadora. Possui duas espadas como armas, sendo "Inferno", a espada longa que possui chamas ao ser desembainhada e "Inverno", a espada curta que cria uma fina camada de gelo e deixa cair pequenos flocos de neve.
Vallen é uma pessoa com grande carisma, sempre confiante e que contagia seus companheiros com seu espírito, para motivá-los mesmo nos piores momentos. Vallen é um grande líder, mas também extremamente teimoso. Mesmo que uma busca acabe sendo arriscada demais, ele se recusa a dar pra trás. Isso pode acabar colocando-o em sérios problemas no futuro dele e de seus companheiros...
Dentre seus colégas estão Ellisa Thorn, seu grande amor e vivem juntos, viajando de uma missão para a outra, embora nunca tenham se casado frente á um clérigo. Seu grande amigo é Gregor Vahn, o paladino de Thyatis.